# Latino (mitologia)

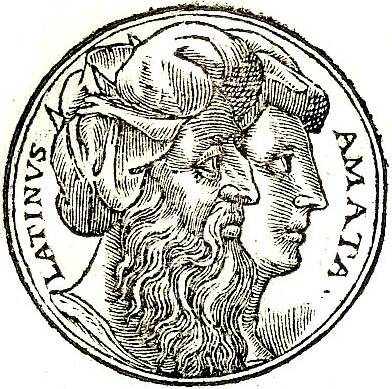
Latino, Latinus, ou Lavinius, foi um rei dos latinos na mitologia romana posterior (notadamente a Eneida de Virgílio).

Latino, na mitologia romana, é rei do Lácio, filho de Fauno (também chamado Lupércio), pai de Lavínia e esposo de Amata. É o herói epônimo do povo latino, que habitava na península Itálica central, e parece ser um personagem artificial, inventado pelos historiadores e poetas.
As tradições divergem muito sobre a sua genealogia. Há duas variantes sobre a sua origem, uma grega e outra romana. Para Hesíodo (Teogonia, 1011-1013), Latino é filho de Ulisses e de Circe, o que o torna irmão de Ágrio e Telégono. Alguns afirmam que Latino não era filho, mas neto de Ulisses, portanto filho de Telêmaco e Circe.
Outros autores, como Higino (Fabulae, 127), o consideram filho de Telégono e Penélope. Para Dionísio de Halicarnasso (1, 43, 1), é filho de Hércules.
Na Eneida, Latino é apresentado como filho de Fauno, neto de Pico e da ninfa Canente e descendente de Saturno, rei da idade de ouro. Virgílio parece ter inovado ao dar a Latino, como pai, o deus local Fauno e como mãe, Marica, ninfa venerada à beira do rio Liris, perto do Minturno. 

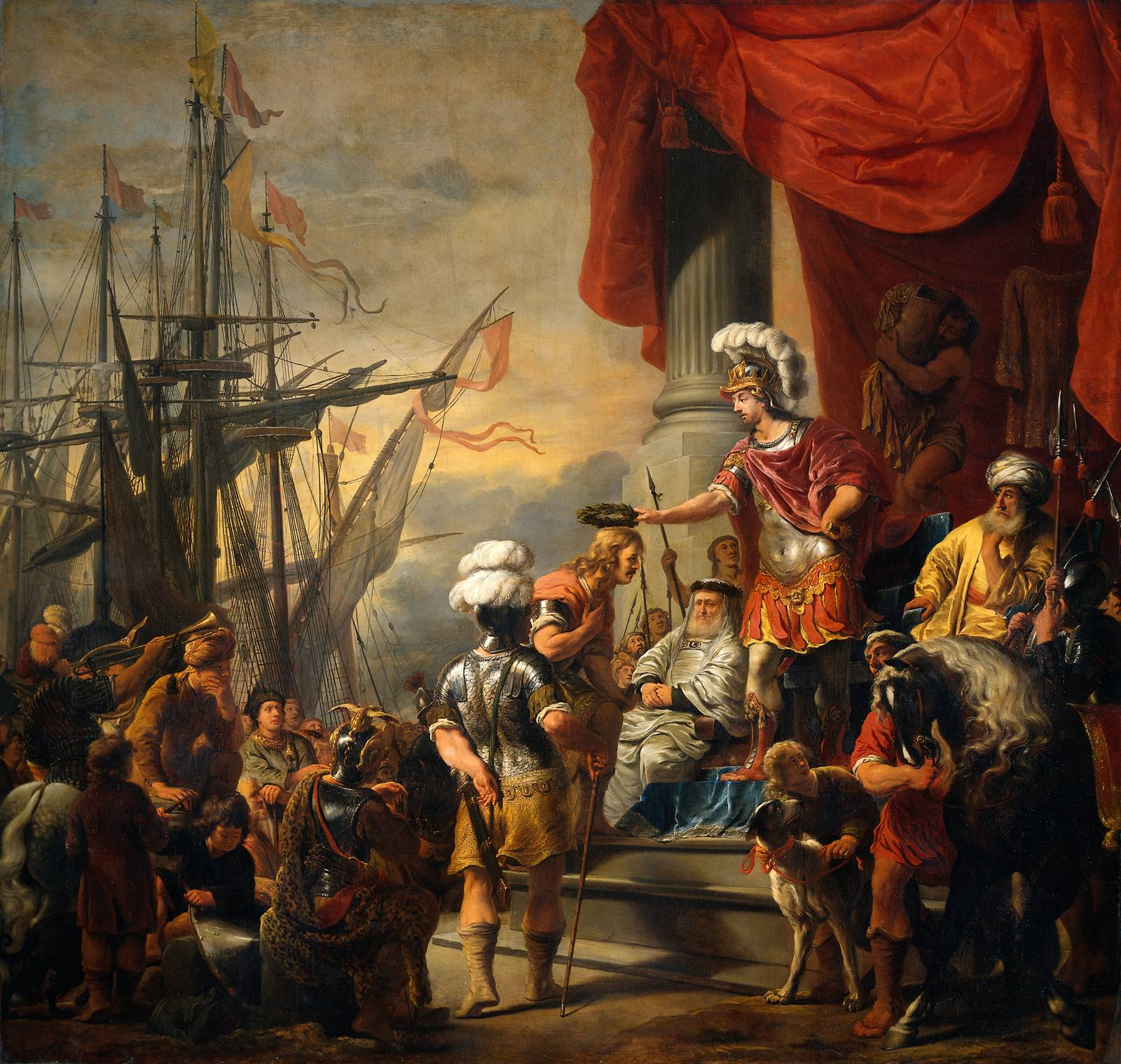
Enéias na Corte de Latino por Ferdinand Bol; Rijksmuseum, Amsterdã.

Para exaltar o Império Romano, e em particular Augusto, Virgílio conta que Latino acolheu Eneias, que fugia de Troia e aportou no litoral do Lácio atual. Para firmar uma aliança com o herói troiano ofereceu-lhe a mão de sua filha Lavínia. A jovem, porém, já estava prometida como esposa para Turno, príncipe local. Esta foi, segundo a Eneida, uma das causas que desencadeou a guerra entre os povos do Lácio e os troianos.